# 奥地利的土耳其人
土耳其人，是奧地利第二大族裔，僅次於奧地利人，人口由165592人-500000人。

## 歷史
土耳其人最早是在16世紀來到奧地利，當時奧斯曼帝國為與神聖羅馬帝國爭奪匈牙利王國而開戰，曾在1529年和1683年兩次圍攻維也納。
現在奥地利的土耳其人則是在20世紀後期來到，在1964年與土耳其政府達成協議後，土耳其人被徵召到奧地利擔任建築和出口行業的Gastarbeiter（外勞）。但從1973年起，鼓勵外來工人的政策終止，並實施了限制性移民法，首先是1975年外國人就業法，該法案規定了工作許可的配額，然後是1992年《居住法》，該法案為無工作權的居留許可設置了配額。1997年實行了更嚴格的限制，2006年實行了進一步的限制。
自1970年代以來，在奧地利生活和工作的土耳其人一直致力於家庭團聚和尋求奧地利公民身份，為此，他們必須在奧地利生活10年。